# Juha Sipilä

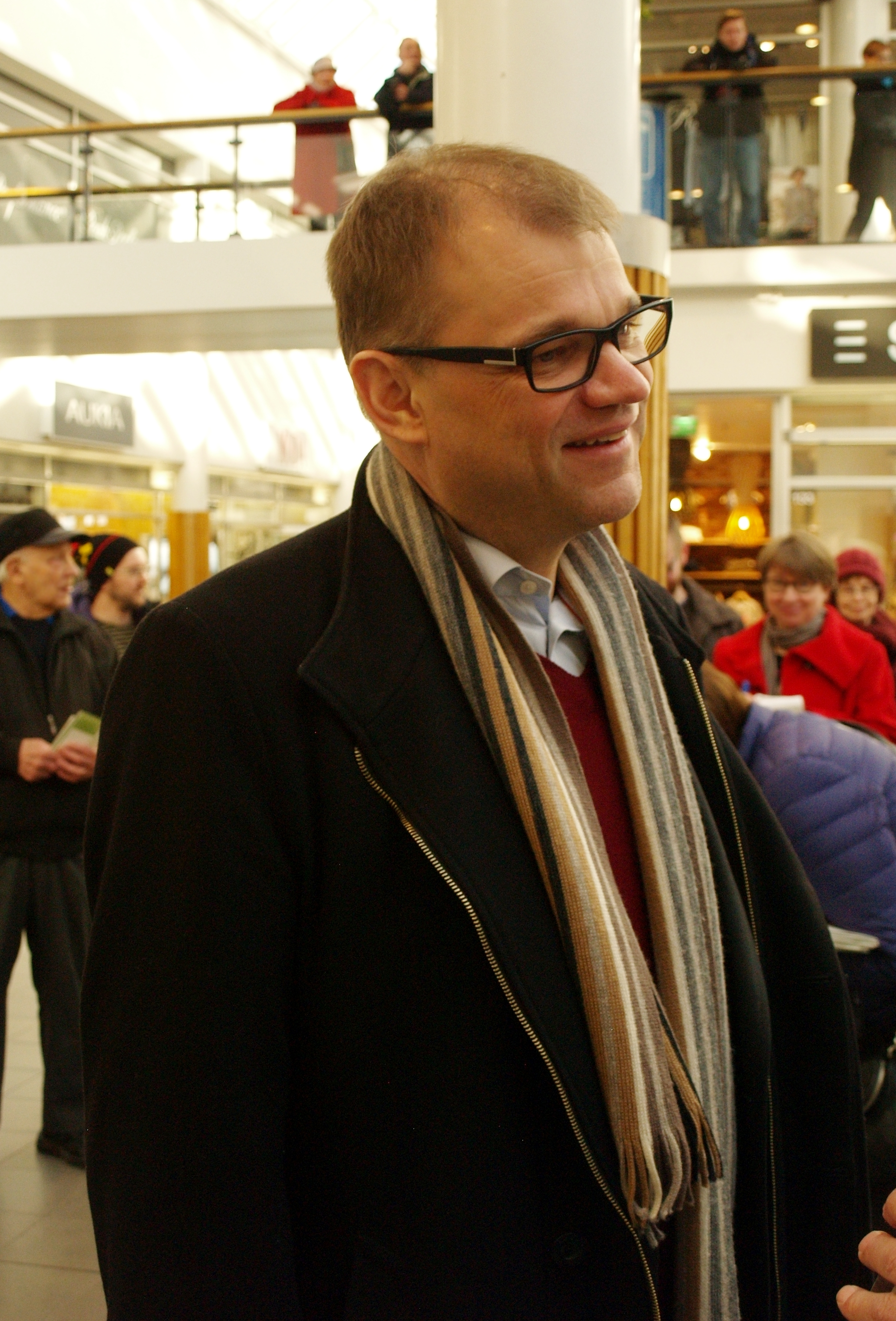
Juha Sipilä in Vaasa, 2015

Juha Petri Sipilä (phát âm tiếng Phần Lan: [juhɑ sipilæ], sinh tại Veteli, 25 tháng 4 năm 1961) là Thủ tướng thứ 44 của Phần Lan. Tuy là một người mới tương đối về mặt chính trị nhưng ông có một nền tảng kinh doanh thành công. Ông là lãnh đạo của Đảng Trung tâm kể từ ngày 9 tháng 6 năm 2012. Sau khi lãnh đạo Trung tâm Đảng giành chiến thắng trong cuộc tổng tuyển cử năm 2015, Sipilä thành lập một liên minh trung vệ và đắc cử Thủ tướng Chính phủ Phần Lan bổ nhiệm vào ngày 29 tháng 5 năm 2015.

## Giáo dục và nghĩa vụ quân sự
Sipilä tốt nghiệp từ Puolanka lukio (trường trung học dự bị đại học của Phần Lan), hoàn thành kỳ thi tuyển sinh với điểm cao năm 1980. Năm 1986 Sipilä lấy bằng thạc sĩ về kỹ thuật của Đại học Oulu. Sipilä có cấp bậc Thuyền trưởng trong lực lượng phòng vệ của Phần Lan.

## Kinh doanh
Sự nghiệp của Sipilä bắt đầu tại Lauri Kuokkanen Ltd., trước tiên là một nhân viên làm luận văn, và sau đó là một nhà quản lý phát triển sản phẩm. Thay đổi công việc, ông trở thành một đối tác và sau đó là CEO của Solitra Oy. Bản mẫu:Trích dẫn Cần thiết vào năm 2016 Năm 1998, Sipilä bắt đầu kinh doanh riêng của mình, Fortel Invest Oy. Trong năm 2002-2005, ông làm Giám đốc điều hành của Elektrobit Oyj, sau đó trở lại với công việc kinh doanh của mình.
Sipilä là giám đốc điều hành của Solitra năm 1992 và trở thành chủ sở hữu chính vào năm 1994. Sipilä đã bán Solitra cho Mỹ [ADC Telecommunications] vào năm 1996, trở thành một triệu phú từ tiền thu được. Kinh doanh ADC Mersum Oy được bán lại cho Remec vào năm 2001.
Thu nhập của Sipilä cao nhất ở Phần Lan vào năm 1996. Theo Ilta-Sanomat Sipilä đã có mặt trong Hội đồng Quản trị của khoảng 120 công ty.

## Chính trị
Là một sinh viên, Sipilä đã làm việc trong thời gian ngắn tại Thanh niên Trung tâm Phần Lan, nhưng nếu không, ông không có kinh nghiệm về chính trị đảng trước khi được bầu vào Quốc hội Phần Lan năm 2011 với 5.543 phiếu bầu cá nhân.
Vào năm 1990 Đảng Trung tâm Phần Lan đã thành lập một liên minh không chính thức với Đảng Liên minh Quốc gia.
Tháng 4 năm 2012, Sipilä tuyên bố ứng cử của ông cho vị trí của chủ tịch trong đại hội đảng của mùa hè. Vào ngày 9 tháng 6 năm 2012, đại hội đảng đã bầu ông chủ tịch. Ông đã đánh bại Tuomo Puumala ở vòng hai bằng 1251 đến 872 phiếu đại biểu.
Sipilä đã dẫn dắt đảng của ông ta giành chiến thắng trong cuộc bầu cử năm 2015, nơi mà Đảng Trung ương giành được 14 ghế so với cuộc bầu cử trước đó. Với 30.758 phiếu bầu cá nhân ông là ứng cử viên nổi tiếng nhất trong cuộc bầu cử. Sau cuộc bầu cử, ông được giao nhiệm vụ thành lập liên minh chính phủ; Và là lãnh đạo của Trung tâm Đảng, ông bắt đầu các cuộc đàm phán chính thức với Đảng Finns và Đảng Liên minh Quốc gia và thành lập một liên minh đa số ba đảng đảng Sipilä.
Chính phủ của Sipilä đã phải vật lộn với hiệu quả kinh tế kém của Phần Lan. bị gây ra theo Paul Krugman và những nguyên nhân khác bởi các hạn chế thành viên eurozone và hậu chấn của cơn khủng hoảng nợ châu Âu, Mà còn bởi sự suy giảm của ngành công nghiệp giấy, sự sụp đổ của Nokia và sự giảm sút về xuất khẩu sang Nga. Những nỗ lực nhằm giải quyết vấn đề thông qua các chính sách cắt giảm chi tiêu và giảm chi phí lao động đã gây nhiều tranh cãi, đặc biệt là cắt giảm chi tiêu cho giáo dục được coi là đe doạ hệ thống giáo dục công cộng của Phần Lan . Các biện pháp thắt chặt này đã được thực hiện một phần do áp lực Ủy ban Châu âu, đã thúc giục Phần Lan cải thiện sự tuân thủ hiệp ước ổn định và tăng trưởng . Và cải cách thị trường lao động để nâng cao tính cạnh tranh.
Vào ngày 22 tháng 7 năm 2015, Sipilä tuyên bố cam kết của chính phủ nhằm giảm chi phí tiền lương của Phần Lan xuống 5% vào năm 2019, một mất mát nội bộ do mất khả năng của Phần Lan để giảm giá đồng tiền để tăng khả năng cạnh tranh.
Đã có những phản đối chống lại các biện pháp khắc khổ của chính phủ.

## Gia đình
Sipilä lớn lên ở thị trấn nhỏ [Puolanka], phía bắc Phần Lan, phía đông Oulu, con đầu lòng của bốn đứa con với mẹ Pirkko và bố Pentti Sipilä, một giáo viên tiểu học.
Năm 1981, Sipilä kết hôn với Minna-Maaria Juntunen tại Nhà thờ Oulu. Họ có năm đứa con. Con trai út, Tuomo (sinh năm 1993), chết ngày 18/2/ 2015.